# Anne Easter Smith
Anne Easter Smith (* 1952 in Großbritannien) ist eine britische Autorin historischer Romane mit Wahlheimat in den USA.

## Leben
Während ihrer Kindheit lebte sie unter anderem in England, Deutschland und Ägypten, da ihr Vater ein britischer Oberst war. Als 24-Jährige ging sie nach New York, wollte zwei Jahre bleiben und blieb dauerhaft. Seit 35 Jahren lebt sie in den USA. Ihr Interesse für die englische Geschichte wurde schon in früher Kindheit geweckt. Später begann sie zu schreiben und brachte ihr erstes Buch Die Rose von England heraus.
Ihre Romane spielen zur Zeit der Rosenkriege, eine Zeit, in der die Adelshäuser York und Lancaster Auseinandersetzungen in Bezug auf den Anspruch auf den Königsthron hatten. In Die Rose von England stellt sie Richard III. im Gegensatz zu Shakespeares berühmtem Stück Richard III. sympathisch dar.
Anne Easter Smith ist verheiratet und lebt in Newburyport im US-Bundesstaat Massachusetts.

## Werke
- Die Rose von England. Blanvalet, München 2008, ISBN 978-3-442-36685-9 (englisch: A Rose for the Crown. 2006. Übersetzt von Elfriede Peschel).
- Weiße Rose von York. Blanvalet, München 2010, ISBN 978-3-442-37267-6 (englisch: Daughter of York. 2008. Übersetzt von Elke Bartels).
- King’s Grace. 2009 (englisch).
- Queen by Right. 2011 (englisch).